# Barber/Bartók/Jarrett
Barber/Bartók/Jarrett (vollständiger Titel: Barber: Piano Concerto; Bartók: Piano Concerto No. 3; Keith Jarrett: Tokyo Encore) ist ein Album von Keith Jarrett, das am 3. Juni 1984 in Saarbrücken und am 30. Januar 1985 in Tokyo bei zwei Konzerten des Pianisten mitgeschnitten wurde und anlässlich des 70. Geburtstages des Pianisten am 12. Mai 2015 bei ECM Records erschien. Nach Ansicht der Irish Times „veranlasst ihn sein Instinkt, gerade dort zu spielen, wo andere Pianisten sich verbiegen könnten.“

## Hintergrund
Keith Jarrett, der zunächst als Jazzpianist reüssierte, begann Anfang der 1980er Jahre sich stark im Bereich der klassischen Musik zu engagieren. Seit 1982 führte er wiederholt Klavierkonzerte von Bartók und jenes von Barber neben weiteren Werken auf. Seine Pläne für Veröffentlichungen seiner Interpretationen dieser Werke wurden jedoch durch einen Skiunfall und in der Folge durch Probleme mit dem chronischen Müdigkeitssyndrom zunichtegemacht. Die erst 20 Jahre später veröffentlichte Dokumentation von entsprechenden Mitschnitten unter dem Titel Barber / Bartók / Jarrett ist eine von zwei ECM-Veröffentlichungen, die 2015 anlässlich von Jarretts 70. Geburtstag erschienen sind. Die andere ist eine Sammlung von 2014 mitgeschnittenen kürzeren Improvisationen namens Creation.
Das Album enthält eine Einspielung des Klavierkonzerts (op. 38) von Samuel Barber, bei dem Jarrett vom Rundfunk-Sinfonieorchester Saarbrücken unter Leitung von Dennis Russell Davies begleitet wurde. Die Aufnahme entstand in der Congresshalle Saarbrücken am 3. Juni 1984. Darauf folgt eine Aufnahme vom 30. Januar 1985 aus der Kan-i Hoken Hall, Tokyo; der Pianist spielte das 3. Klavierkonzert (sz. 119) von Béla Bartók mit dem New Japan Philharmonic Orchestra unter Kazuyoshi Akiyama. Den Abschluss des Albums bildet die Zugabe (Tokyo Encore) „Nothing but a Dream“ aus dem Konzert in Tokyo.

## Titelliste

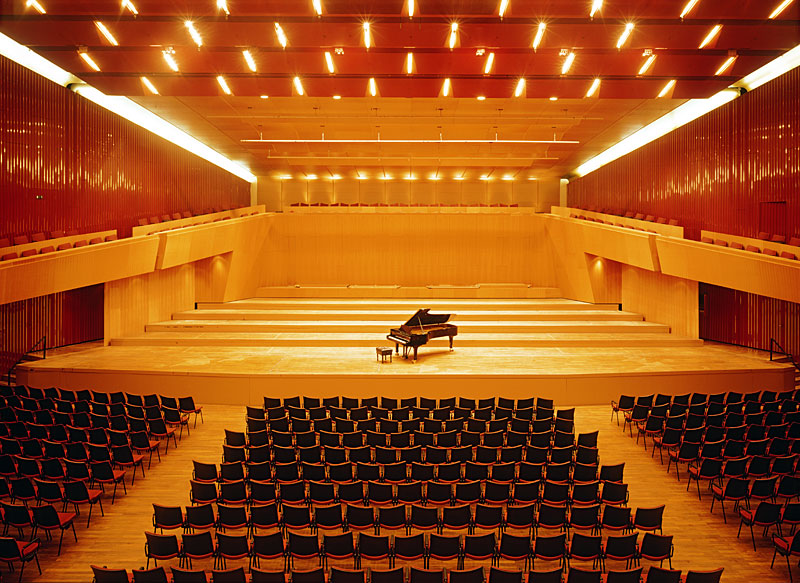
Der große Saal der Congresshalle Saarbrücken

- Keith Jarrett:  Barber / Bartók / Jarrett  (ECM 2445)[6][7]
- Samuel Barber: Piano Concerto Op. 38

I. Allegro Appassionato 12:32

II. Canzone Moderato 6:16

III. Allegro Molto 7:55
- Bela Bartók: Piano Concerto No. 3 Sz. 119

I. Allegretto 7:42

II. Adagio Religioso 10:16

III. Allegro Vivace 9:08
- Tokyo Encore – Nothing but a Dream 4:52

## Rezeption
Kate Molleson rezensierte das Album im britischen Guardian; sie vergab an das Album lediglich zwei (von fünf) Sterne und meinte, sowohl Creation als auch Barber/Bartók/Jarrett „sind weit entfernt von den Besten des Pianisten […]. Jarrett kann die flinke Fingerarbeit und den schnellen Angriff, die Barber und Bartók fordern, ausführen, und es ist leicht zu hören, warum er sich zu diesen auf Jazz eingestimmten Komponisten hingezogen fühlte. Am Ende klingen die Ergebnisse jedoch meistens nach Jarrett. Sein Weg mit Rhythmus – stachelig, nachgiebig – wirkt für die Eröffnung von Bartóks Drittem Klavierkonzert, aber Barbers Concerto hat keine der Farbabstufungen eines großen Jarrett. […] Dennis Russell Davies und das Rundfunk-Sinfonieorchester Saarbrücken entspannen sich nie so ganz in Barbers weicherer Körnung. Die Platte endet mit dem fünfminütigen ‚Tokyo Encore‘, reinem Jarrett, bei dem er sich am ungezwungensten anhört“.

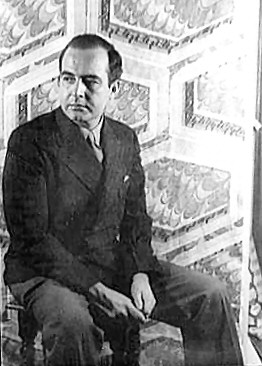
Samuel Barber, fotografiert von Carl van Vechten, 1944

Russell Platt verglich in der Zeitschrift The New Yorker Jarretts Barber-Interpretation mit früheren Einspielungen des Klavierkonzerts (etwa von George Szell und dem Cleveland Orchestra sowie von Leonard Slatkin und dem St. Louis Symphony Orchestra von 1991). Daher sei es „besonders enttäuschend, dass eine neue Aufnahme der Arbeit von Keith Jarrett (über ECM) so unwiderruflich problematisch ist“. Bei dem Barber-Mitschnitt sieht der Autor die generellen Probleme beim Dirigenten, „der Minimalismus-Experte Dennis Russell Davies, der den Stil [Barbers] nicht so gut beherrscht, und ein Orchester, die zwar ehrwürdige, aber zweitrangige Radiosinfonie Saarbrücken, die die technischen Anforderungen des Werkes nur zaghaft in den Griff bekommt.“
Platt kritisiert die sich daraus ergebenden Ergebnisse für die Interpretation: „schlampige Artikulation und nicht zufriedenstellende Intonation gibt es zuhauf. Zweitens gibt es das Formproblem. Außergewöhnliche Klassiker wie Browning und Szell – und aus unserer eigenen Zeit – der Pianist Stephen Prutsman und die Dirigentin Marin Alsop mit dem Royal Scottish National Orchestra für Naxos – schaffen es, die gegensätzlichen Stimmungen des Stücks zwischen den beiden auszugleichen und innerhalb der Bewegungen. Aber bei Jarrett und Davies bleiben die disparaten Elemente des ersten Satzes – das leidenschaftliche e-Moll-Hauptthema, das komplex lyrische zweite Thema und eine Abfolge wilder Soloflüge auf der Tastatur – wie gebrochenes Geschirr auf dem Boden, aber verlockend inkohärent. Der Canzone ist erfolgreicher. Die träge, […] Erotik der Barber-Musik hat ein bestimmtes Jazz-Element: Man kann sie romantisch, in Richtung Rachmaninow oder in Richtung auf Satie und Bill Evans drehen, und Jarretts entspannte Haltung macht den letzteren Ansatz perfekt.“
„Das beste, was man von den Musikern beim perkussiven, hartnäckigen Finale sagen kann, ist, dass ihr Spiel unmittelbar und kompetent ist“, urteilte Platt weiter, Eigenschaften, die auch die Wiedergabe des Bartók-Mitschnitts beschreiben. Im Unterschied zu Prutsman klinge Jarrett „trotz aller schillernden Geschicklichkeit vergleichsweise wie ein Dilettant, seinem Spiel fehlt es an Farbe und interpretierender Nuance. Er liebt klassische Musik eindeutig, aber im Verlauf seiner großen Jazzreise ist er zu weit und zu tief gegangen, um wirklich [zur Klassik] zurückzukehren. Der letzte Track des Albums, eine Zugabe zu der Tokyo-Performance mit dem Titel Nothing But a Dream, macht dies deutlich. Nach etwa fünfzig Minuten fahlem Pianismus waren meine Stereolautsprecher mit weichem und goldenem Schalllicht überflutet – wo war dieser Typ vor zwanzig Minuten, fragte ich mich? Es gab Magie, es gab Wunder. Hier tat ein Mann, wozu er geboren wurde.“.
James Manheim konnte in seiner Besprechung in AllMusic dem Album mehr abgewinnen: „Das Programm selbst ist die inspirierteste Wahl von Jarrett.“ So vermeide er die offensichtlichen Präferenzen im Jazz wie für Gershwin, bevorzuge stattdessen Werke, „in denen die Jazzpräsenz subtiler ist, ein Teil des Hintergrunds, vor dem die Musik stattfindet“. Im Klavierkonzert Op. 38 von Samuel Barber, „einem dichten und technisch heimtückischen Werk aus den Spätjahren des Komponisten“, gelinge Jarrett ein „charakteristischer flüssiger Ton in den schwierigen Außensätzen“, obgleich er sich durch ein Werk bewege, in dem sich nach Paul Griffiths „Nachromantik und Post-Serialismus … auf einer gemeinsamen Basis“ begegnen. Das in Japan aufgenommene Bartók-Klavierkonzert sei vielleicht weniger markant, bleibe „aber eine solide Leistung ohne den vorsichtigen Akademismus, der manchmal die Arbeit von Jazzkünstlern begleitet, wenn sie in die klassische Sphäre vordringen“. Auch wenn Live-Sound nicht die Spezialität von ECM sei, würden die analogen Aufnahmen das, was passiert ist, mit angemessener Genauigkeit übertragen, resümiert der Autor. Das Album sei „ein Muss für Jarrett-Fans“.